# Municipio de Fortín
El municipio de Fortín es uno de los 212 municipios del estado de Veracruz en México. Es un municipio destacado por su floricultura. Desde finales del siglo XVIII existía en este lugar un Fortín. Por decreto de julio de 1930 se crea el municipio de Fortín, con congregaciones de los municipios de Córdoba e Ixtaczoquitlán. El 15 de julio de 1955 por decreto, el pueblo de Fortín, se eleva a la categoría de Villa, en la denominación de Fortín de las Flores. El decreto del 12 de noviembre de 1959, eleva a la categoría de Ciudad a la Villa de Fortín de las Flores. Todas sus calles son doble sentido.

## Escudo

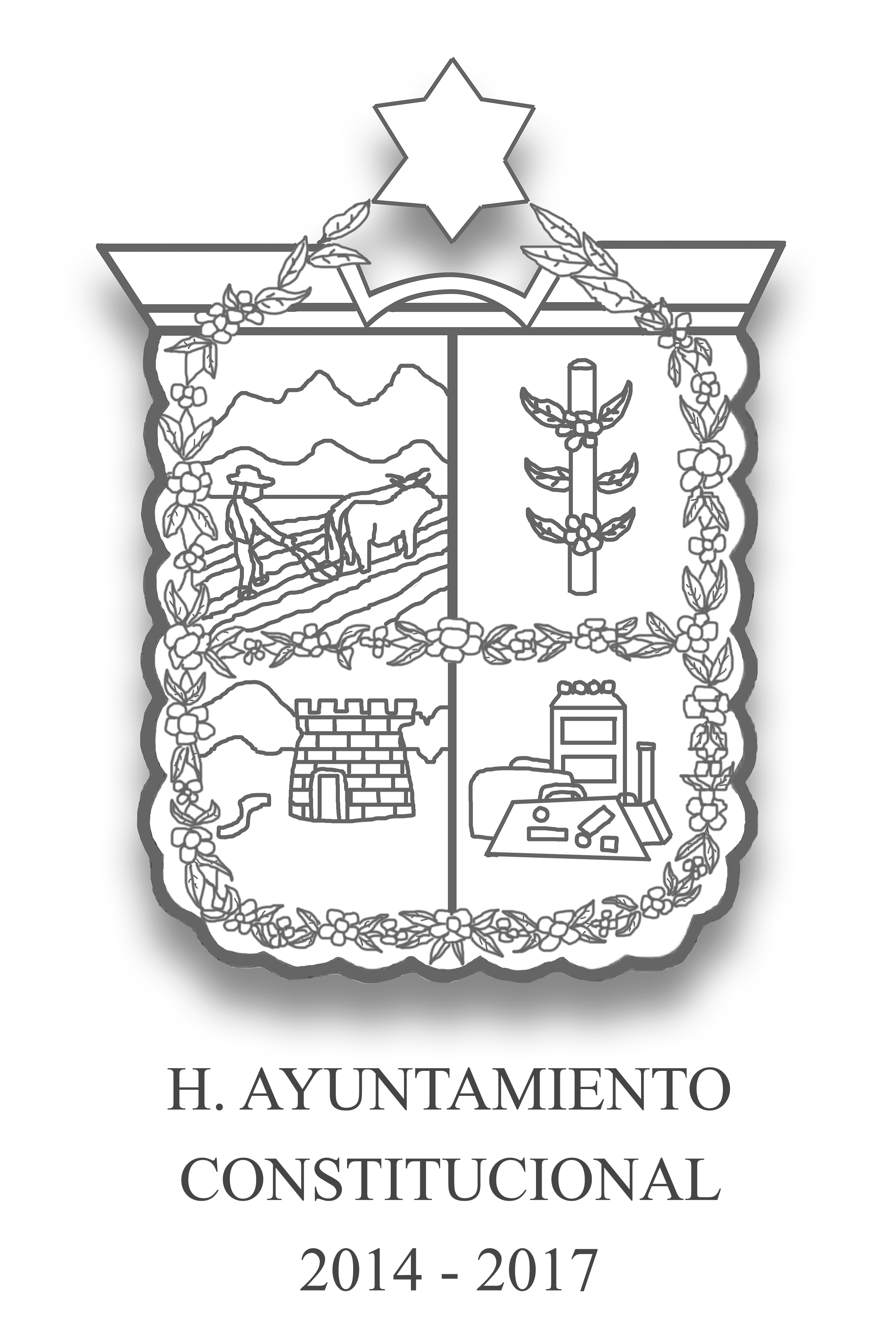
Escudo del municipio de Fortín

El escudo está conformado de cuatro campos: 
- El primero localizado en la parte superior izquierda, representa la fuerza de su agricultura, un campesino guiando su yunta de bueyes para labrar la tierra, simboliza lo que la población era o es, formada por campesinos.
- En el segundo campo lado superior derecho, simboliza la principal producción agrícola del municipio: caña de azúcar y café.
- El tercer campo ubicado en el lado interior izquierdo, está representado por una fortaleza que fue construida por los españoles, en donde permaneció un retén de soldados hispanos, al mando del capitán Villegas, que vigilaban y protegían el paso de las diligencias que transportaban oro y pasajeros de la capital del virreinato, al puerto de Veracruz.
- El cuarto campo se encuentra al lado inferior derecho del escudo, donde aparecen unas maletas de viaje, con el trazo estructural de un hotel, que simboliza el turismo, circundando el escudo, se puede apreciar una cadena o collar formado por la flor representativa de Fortín, "la gardenia".

El escudo culmina en la parte superior, con una estrella o lucero, símbolo del buen clima de esta población y al imponente volcán Citlaltépetl o Pico de Orizaba, llamado también por los navegantes Estrella de la Mañana.

## Indicadores demográficos
- Población en 2020: 66 372 hab.
- Población en 2010: 59 761 hab.

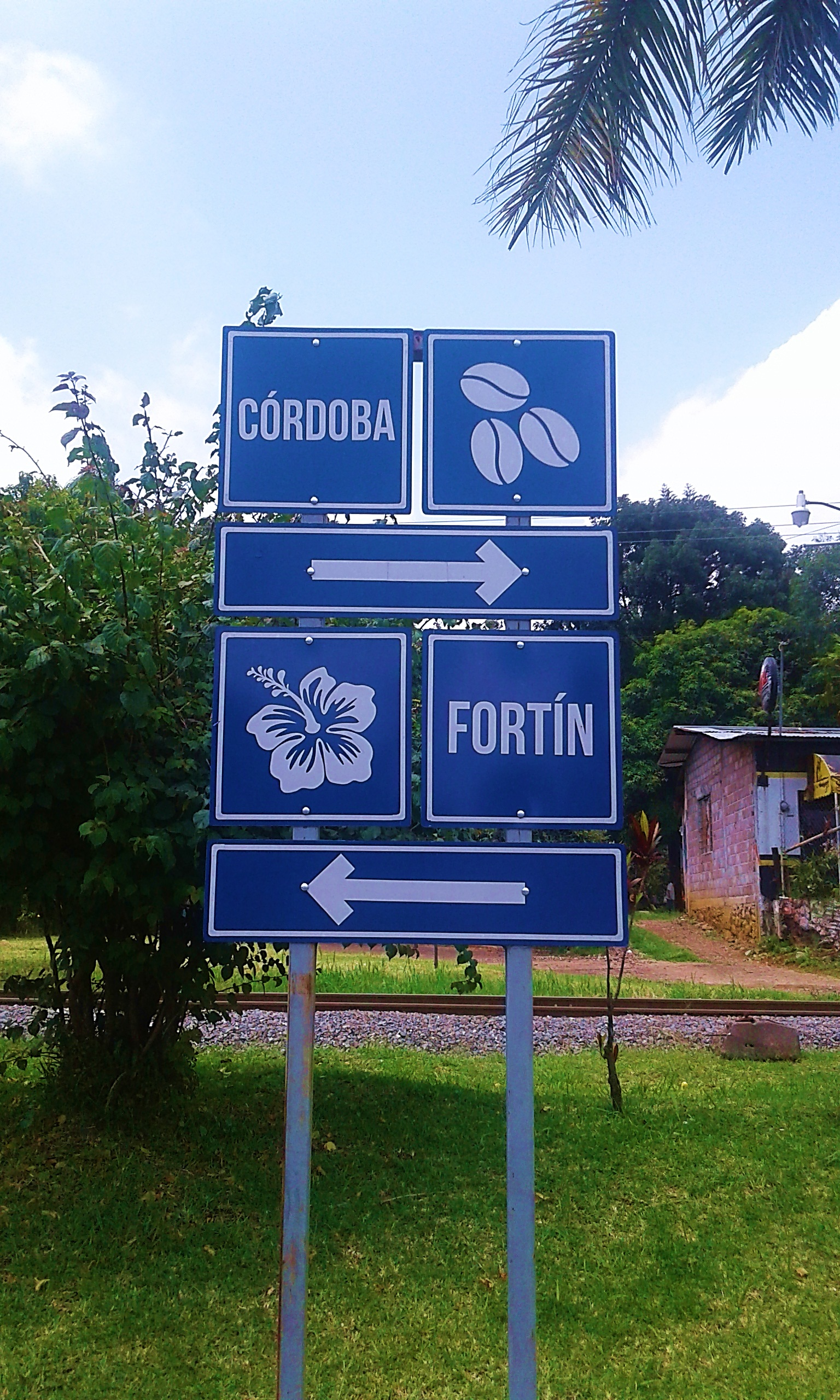
Señal con direcciones a los municipios de Córdoba a Fortín (Boulevard Córdoba-Fortín)

- Población en 2005: 53 311 hab. (30° lugar estatal en número de habitantes)
- Población en 2000: 46 053 hab.
- Crecimiento de población: 15.76% (10° lugar estatal con mayor crecimiento poblacional en el periodo 2000-2005)
- Superficie: 73.21 km²
- Densidad de población: 728 hab./km²

## Situación geográfica
Ubicación

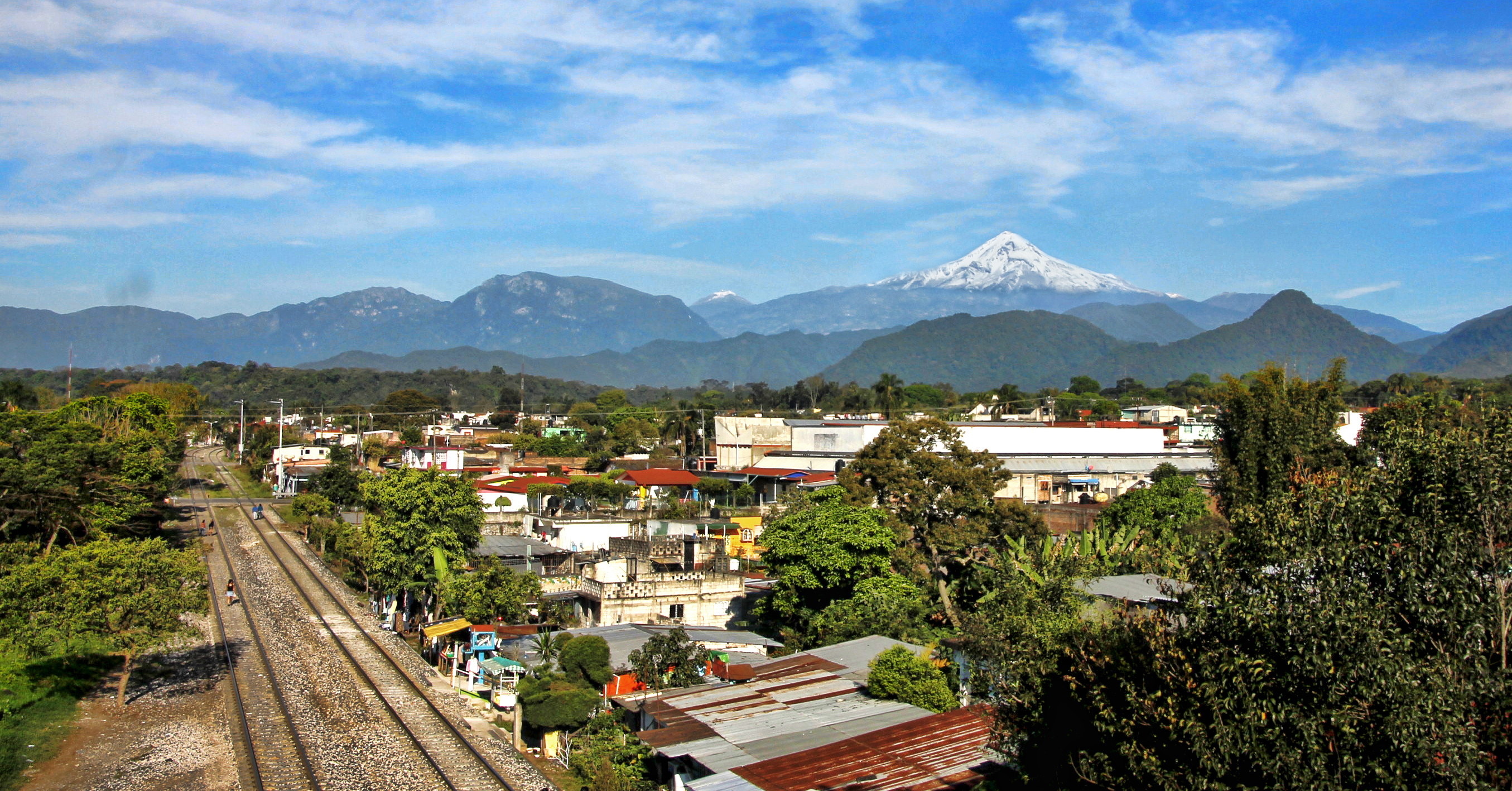
El Pico de Orizaba desde Fortín de las Flores

- Región de las altas montañas perteneciente a la zona centro del estado de Veracruz
- Entre las coordenadas del meridiano 96°57'25 al 91°07'01 de longitud oeste
- Entre las coordenadas del paralelo 18°48'53 al 18°58'39 de latitud norte
- Superficie territorial: 73.21 km²

Altitud (m s. n. m.)
- Zona sur - 720
- Zona centro - 1000
- Zona norte - 1240

Límites Políticos
- Norte: Chocamán y Córdoba
- Sur: Ixtaczoquitlán y Naranjal
- Este: Córdoba y Amatlán de los Reyes
- Oeste: Ixtaczoquitlán, Atzacan y Chocamán

Clima
Semicálido húmedo con una temperatura media anual que oscila entre los 18 y 22 °C y una precipitación anual de 1800 a 2500 mm.

## Historia

### Época prehispánica
Fortín hacia la época prehispánica estuvo localizado en lo que fue región de Coapichapan, de cultura Olmeca-Totonaca y que en el año de 1457 fue conquistado por los Aztecas, pagando tributo a Moctezuma II. El Lic. Aquileo Rosas, historiador regional, en sus charlas nos ha comentado que en aquel tiempo, Fortín fue probablemente nombrado como Jonotlán por el exceso de árboles conocidos como Jonotes, con el paso del tiempo la gente cambió el nombre de Jonotlán por el de Jonotal, existiendo en esa área una hacienda con ese nombre, siendo expropiada en 1937, lo que hoy es la Colonia Melesio Portillo.

### Época colonial
Después de haber sido conquistada esta región por los españoles al mando del capitán Gonzalo de Sandoval en 1521, se establecieron varios ranchos o haciendas, siendo de las primeras las Hacienda de Tlacotengo; La Barranca de San Miguel,  Miguel de Mendoza perteneció a Don Miguel de Mendoza, que posteriormente fue adquirida por una compañía de Orizaba; la Hacienda de Monte Blanco; El Carmen, en lo que primeramente fue parte del rancho de la familia Villegas proveniente de Tlaxcala y que en 1700 les fue cedida en arrendamiento la Barranca de Metlac, siendo conocida hasta 1900 como Barranca de Villegas o Rancho Fortín de Villegas.

### Guerra de Independencia
Después de la estancia del General Don Nicolás Bravo en San Juan Coscomatepec y su salida gloriosa el 4 de octubre de 1813, el Ejército Insurgente al mando del Capitán Félix Luna sigue realizando operaciones en la región de la Barranca de Villegas (Metlac).
En 1816, siendo General de la provincia Don Guadalupe Victoria, toma como cuartel la Hacienda de Monte Blanco y se construye un pequeño fuerte (Fortincillo) en la punta del cerro del Monte Blanco, con la finalidad de contar con un punto de apoyo para refugiarse del Ejército Realista de Orizaba y Córdoba. Una vez construido el Fortincillo, dejó encargada la comandancia al Coronel Melchor Muzquiz.
El Coronel José Ruiz comandante de las fuerzas realistas de las Villas de Orizaba y Córdoba, con su batallón de Voluntarios de Navarra construyeron un fortín a orillas de la Barranca de Villegas (Metlac) con el objetivo de atacar por el poniente a Muzquiz y el Coronel José Joaquín Márquez y Donallo por el oriente con su batallón de Lovera, siendo derrotado Muzquiz el 7 de noviembre de 1816. Una vez rendidos los Insurgentes, los Realistas destruyeron completamente el “fortincillo” a base de cañonazos.
El “fortín” construido a orillas de la Barranca del Metlac, se siguió ocupando para proteger el paso del Puente de San Miguel, quedando nuevamente al mando del Coronel José Ruiz. De ahí proviene el nombre del municipio de “El Fortín”.

### La Reforma
En 1862, durante la invasión francesa, el General Ignacio Zaragoza, siendo nombrado General en Jefe del Ejército Mexicano División Oriente, se reúne en Huiloapan a un lado de Orizaba, con el General Don Porfirio Díaz, Jefe del Ejército Mexicano División Oaxaca, para retirar al Ejército Francés que había solicitado permiso para acantonarse en Orizaba, tomando como pretexto a los enfermos, solicitud que fue negada y para vigilar la retirada de los franceses, es comisionado el entonces Coronel Félix Díaz, el famoso “Chato”, hermano de Don Porfirio Díaz.
El Coronel Félix Díaz, al mando de una tropa y de los campesinos que vivían sobre la Barranca de Metlac o de Villegas al ver que los franceses regresaban a Orizaba libran el primer enfrentamiento contra este ejército el 19 de abril de 1862 a las 6 de la tarde, siendo vencido el Coronel Félix Díaz, retrocede a la Ciudad de Orizaba.
En el año de 1900, en honor al coronel Félix Díaz y a los que participaron en esta batalla se levantó el Monumento conocido como “El Águila”. Elaborado en mármol de Carrara, originario de Italia. Está ubicado en la plaza principal del municipio a un costado del edificio del ayuntamiento.

### Batalla de la Barranca del Metlac
La Batalla de Fortín tuvo lugar el 19 de abril de 1862 en Fortín, en el estado de Veracruz, México, entre elementos del ejército mexicano de la república al mando del coronel Félix Díaz Mori y tropas francesas al servicio del Segundo Imperio Francés durante la Segunda Intervención Francesa en México. El resultado fue una victoria francesa.
Este es conocido como el primer hecho de armas entre tropas francesas y mexicanas. Un destacamento de caballería mexicana al mando del coronel Félix Díaz combatió a una vanguardia francesa. El coronel Díaz fue herido por los zuavos y cayó prisionero, aunque logró escapar.
Para conmemorar dicho evento, el general Porfirio Díaz mando erigir un monumento que actualmente se encuentra en el parque Venustiano Carranza, frente a la entrada posterior del Palacio Municipal de Fortín.

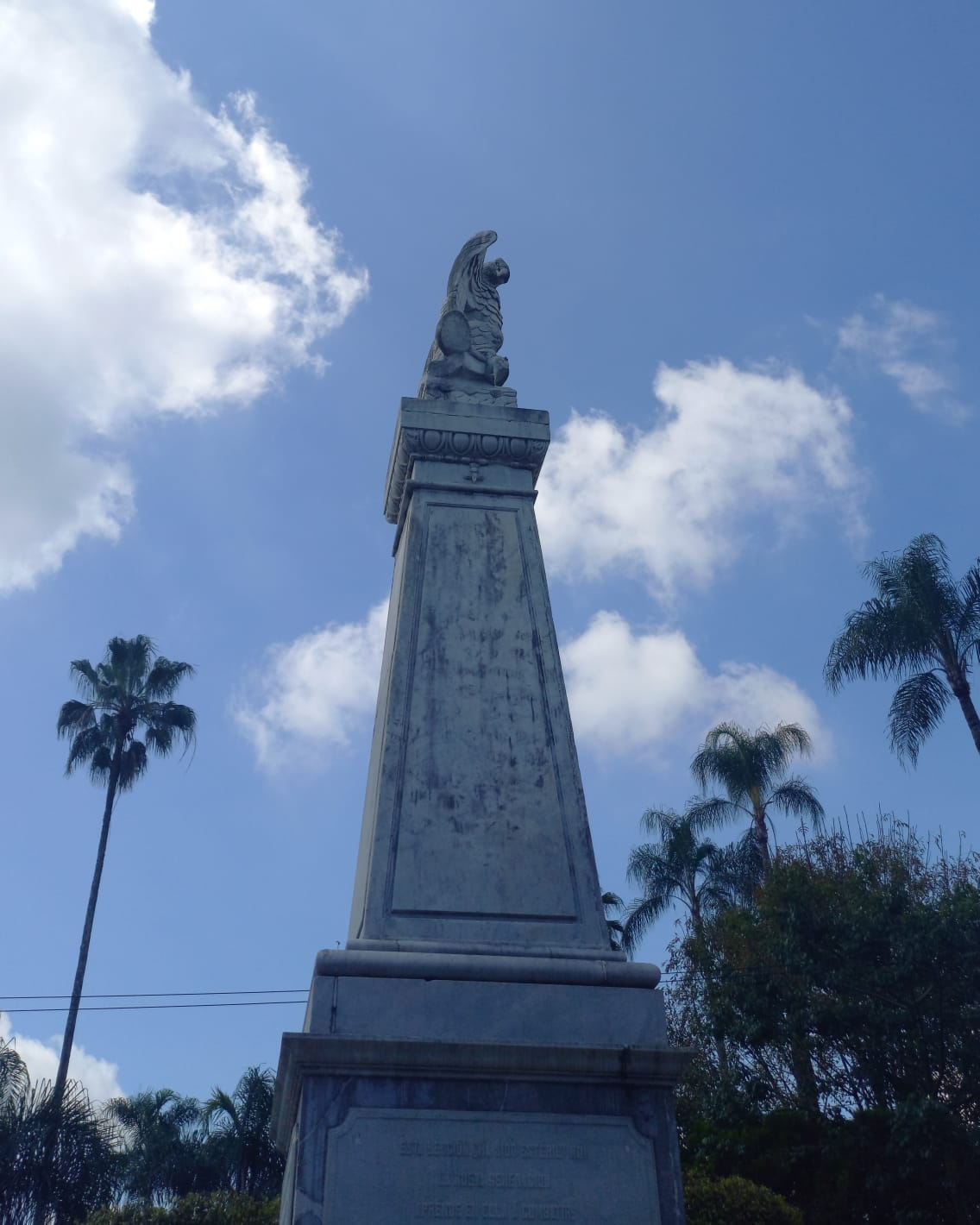
Monumento del Águila ubicado en el parque Venustiano Carranza que conmemora la batalla del Metlac.

### Fundación de Fortín
Por lo fértil del suelo donde se encontraba ubicado El Fortín, se fue poblando lentamente de gente de campo en busca de Tierras de Cultivo, empleándose algunos en la Hacienda de las Ánimas, propiedad de Ignacio Vivanco y de la Lama, otros en la Hacienda de la familia Braniff, ubicada en lo que es ahora la Congregación de Santa Lucía Potrerillo y Monte Blanco y algunos en la Hacienda del Jonotal, propiedad de Maximiliano Shaffer.
Inicialmente en Fortín existieron tres pequeños ranchos, El Carmen propiedad de la Familia Fernández, San Miguel, propiedad de una compañía de Orizaba y el rancho denominado El Fortín de Villegas, propiedad de la Familia Contreras.
El 10 de agosto de 1900, la Compañía Roca y Coeli vende a Ignacio Gamez Argüelles doce solares en el punto conocido como Puente de San Miguel; el 10 de noviembre del Hacienda del Fortín Viejomismo año, el Señor Gámez Argüelles, compra a la señora Juana González Magón, Vda. De Contreras el Rancho de Fortín de Villegas y el 4 de febrero de 1904, Gámez adquiere el rancho El Carmen, propiedad de Luz Sánchez Vda. De Fernández y de sus hijos Lorenza y Francisco, quedando de esta forma un nuevo rancho llamado “El Fortín” y que Margarita Alamillo, heredera de Ignacio Gámez vende a Manuel Contreras el 13 de agosto de 1921.
Pasada la tormenta de la lucha constitucionalista y al promulgarse la Constitución de 1917, que en su artículo 127 expone el fraccionamiento de los latifundios, se convierte en el resorte que pone en movimiento a los campesinos de El Fortín, organizándose para gestionar ante el Gobernador del Estado, Gral. Cándido Aguilar Vargas, una dotación de tierras, siendo autorizadas éstas por el Presidente del Supremo Gobierno, Gral. Venustiano Carranza, sorteándose las parcelas del nuevo ejido de El Fortín en los primeros meses de 1918.
Un modesto grupo de hombres de campo, como Aurelio Nava, Gregorio Valiente, Ricardo Gil, José Gil, Cap. Agustín García, Luis Morgado, Manuel Contreras, Rafael Alamillo, Delfino Trujillo, Arnulfo Vallejo, Pedro Amaro, Felipe Morales, Melesio Portillo, Herminio Sánchez, Luis Sánchez, Silvino Montalvo y otros, acariciando el ideal de conformar un municipio libre, formaron una comisión denominada “Comité Particular Ejecutivo”, realizando la primera solicitud el 21 de abril de 1918, gestión que no tuvo éxito por estar en proceso la estructuración de las parcelas del ejido.
En 1927, una comisión encabezada por Aurelio Nava y Ricardo Gil, realiza un segundo intento sin que fueran escuchados, fue hasta 1930 en que decidieron redactar un oficio que por conducto de la misma comisión, fue entregado al General Cándido Aguilar, para que a su vez el General Aguilar, quien fungía en ese entonces como representante del Gobierno del Estado de Veracruz ante la Federación, entregara al Gobernador del Estado, Ing. y Gral. Adalberto Tejeda, la tercera solicitud para la fundación del Municipio de Fortín, solicitud que es aprobada y turnada a la H. Legislatura del Estado Libre y Soberano de Veracruz – Llave, quien a su vez, tras el Decreto No. 307 del 9 de julio de 1930 y siendo Gobernador interino el Lic. Gonzalo Vázquez Vela, El Fortín es decretado Municipio Libre y publicado en la Gaceta Oficial con el No. 84, Tomo XXIV. El 15 de julio de 1930, levantándose el Acta de Inauguración del Municipio Libre de El Fortín, el 3 de agosto de 1930 a las diez de la mañana en el pueblo de El Fortín, hasta ese día, del municipio de Córdoba, quedando integrado por las congregaciones de El Fortín, Monte Blanco, Zapoapita y Tlacotengo que dejan de pertenecer a Córdoba, así mismo la congregación de Coapichapam, que deja de pertenecer al municipio de Ixtaczoquitlan. En la misma Acta, se asienta, que se da lectura a cuatro nombramientos marcados con los números 12,630 12,631 12,632 y 12,633, que con fecha 28 de julio anterior expidió el Ejecutivo del Estado, a favor de los Ciudadanos Felipe Morales, Gregorio Valiente, Tomás Torres y Juan Martínez, como Presidente y Vocales Primero, Segundo y Tercero respectivamente, quedando así constituida la H. Junta de Administración Civil, del nuevo municipio de El Fortín, Estado de Veracruz.
En 1932, bajo un proceso electoral, queda integrado el Primer Ayuntamiento Constitucional, precedido por Don Aurelio Nava, quien más tarde por licencia dejaría el cargo a Luis Sánchez.
En 1933, Ricardo Gil es postulado como candidato a la presidencia municipal por el Partido Nacional Revolucionario, pero las autoridades del Centro se opusieron, por lo que la voluntad popular se tuvo que imponer por medio de una fuerte manifestación de respaldo a Ricardo el 11 de junio del mismo año, logrando que las autoridades del Centro reconocieran la popularidad del Sr. Gil y después de una elección plenamente democrática, en 1934  Ricardo Gil es Presidente Municipal, dando inicio la época de oro de Fortín, que concluye con Bernabé Martínez, último Presidente del Sector Campesino (1953 – 1956).
En 1930, los habitantes de Fortín, gestionaron la compra – venta del terreno de las Ánimas, propiedad de Ignacia y Sara Vivanco, herederas de Don Ignacio Vivanco y de la Lama, acto que se realiza con el préstamo concedido por Don Manuel Contreras y el Decreto de Expropiación de 45- 88-43 hectáreas de fecha del mes de mayo de 1931, quedando así conformado el fundo legal que hacia el 12 de agosto de 1937 es ampliado con la Colonia Melesio Portillo, tras una serie de enfrentamientos iniciados el 26 de septiembre de 1936, siendo el principal caudillo Don Luis Morgado y con la sangre derramada de gente campesina, la Sra. Concepción Bringas viuda de Shaffer, cede 137 hectáreas que son repartidas a 57 campesinos.
Dado el crecimiento tanto demográfico como comercial y el desarrollo agrícola de Fortín, así como la promoción turística a nivel internacional que le dio Don Antonio Ruiz Galindo por medio del entonces Hotel Ruiz Galindo, hizo que siendo Gobernador el Lic. Marco Antonio Muñoz, el Pueblo de Fortín se elevara a categoría de “Villa”, el 6 de agosto de 1955, bajo el Decreto No. 114.
El 12 de noviembre de 1959 la Cabecera Municipal de Fortín, es elevada a Ciudad.

## Lugares de interés en Fortín

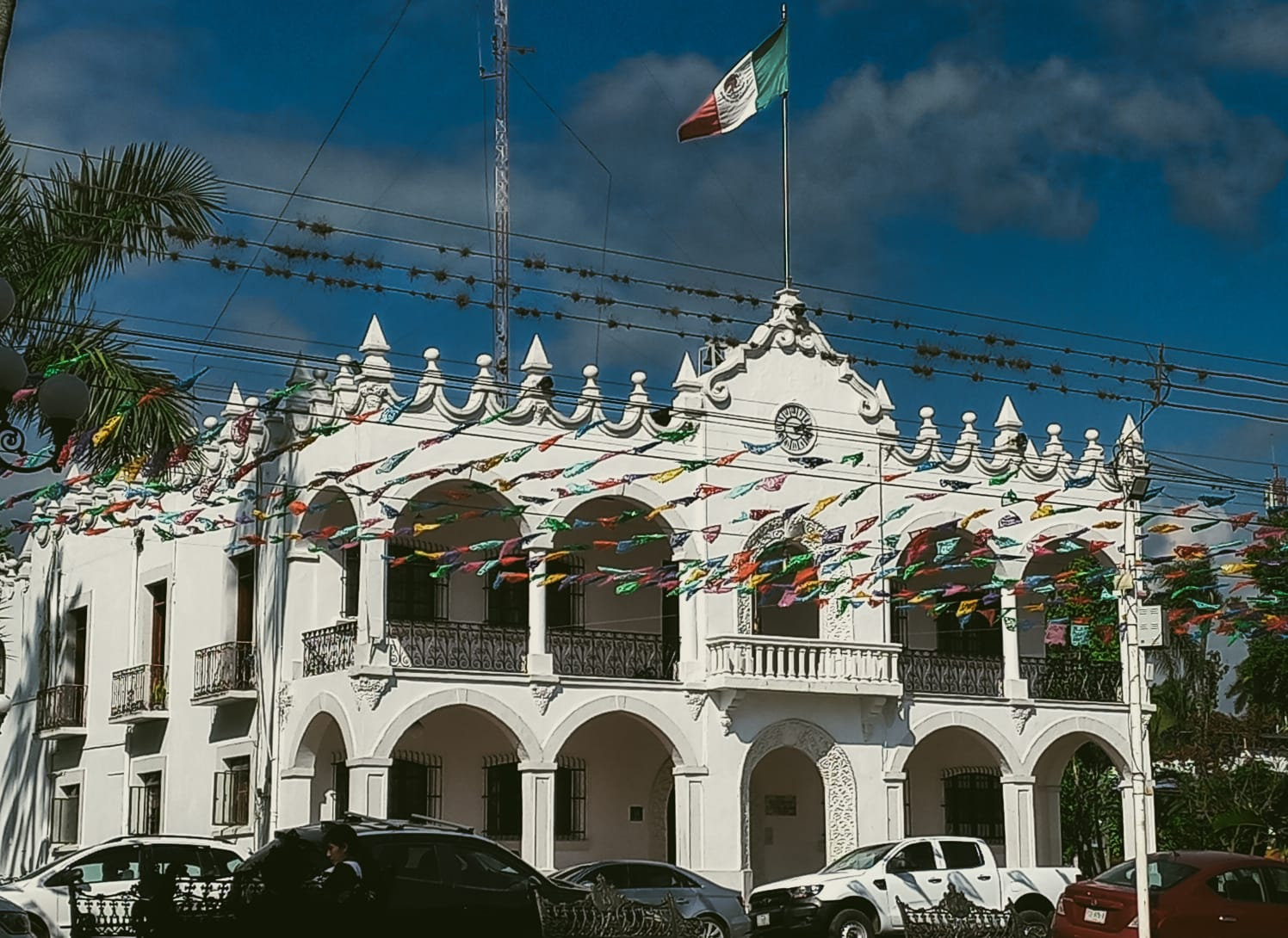
Palacio Municipal de Fortín

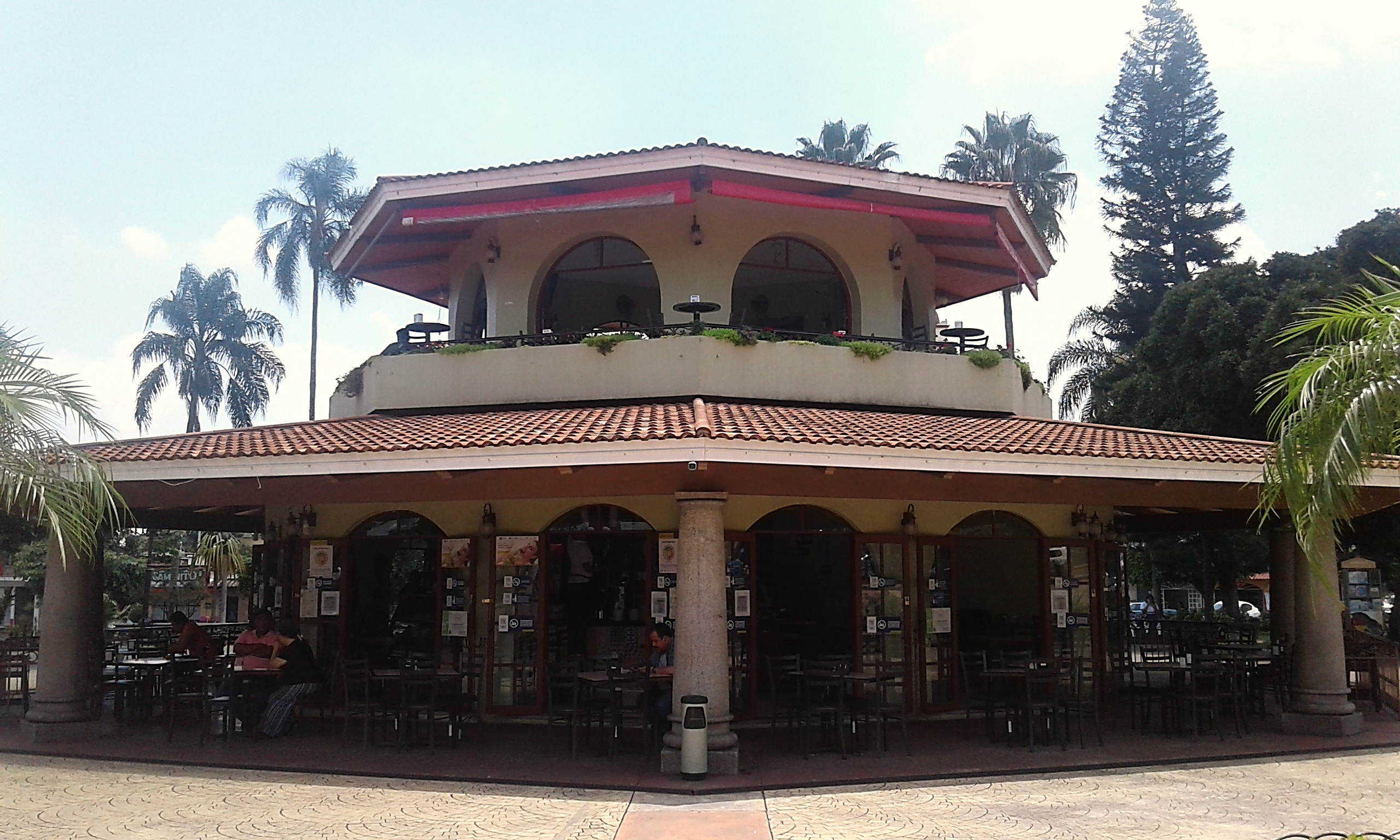
Quiosco de Fortín

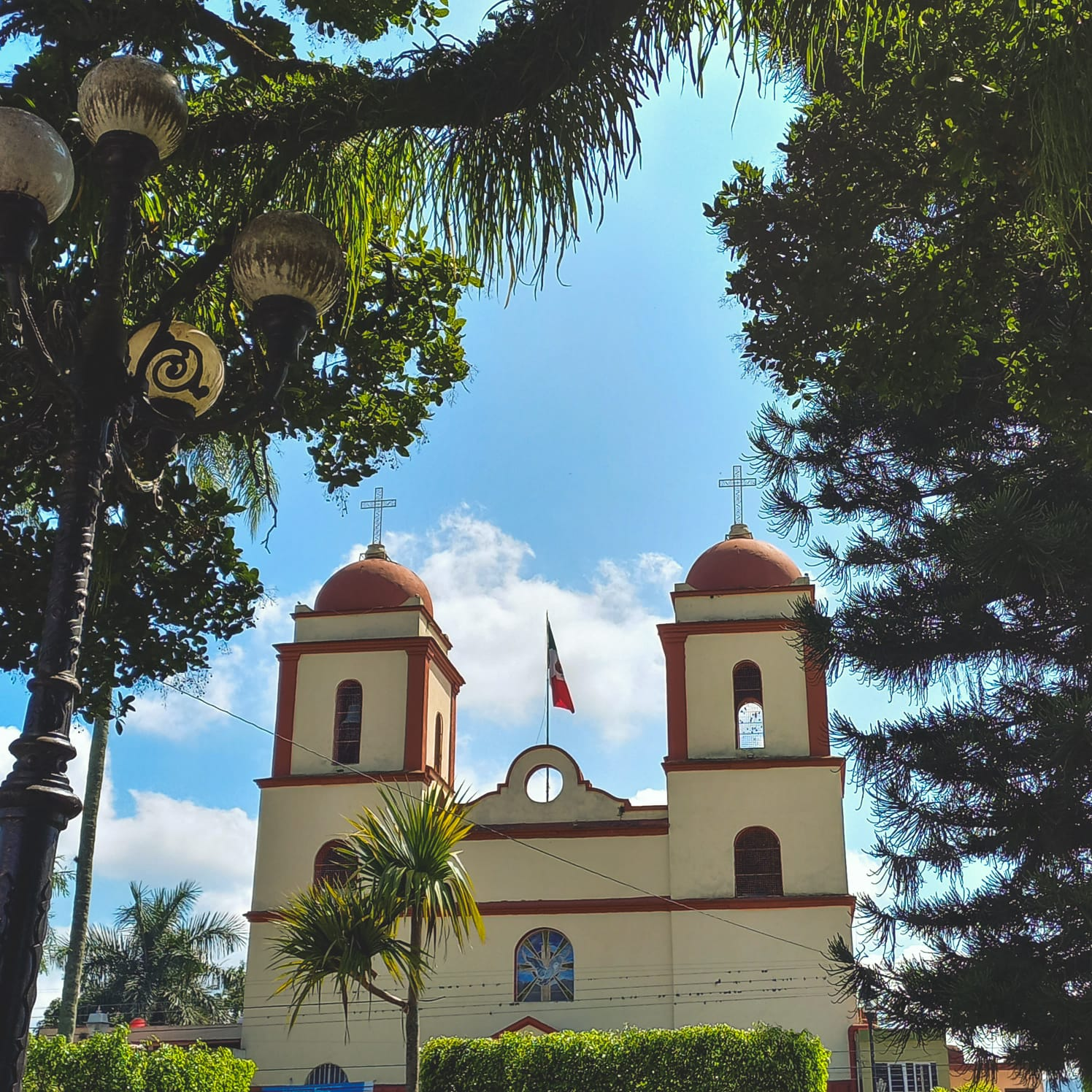
Parroquia del Sagrado Corazón de Jesus de Fortín

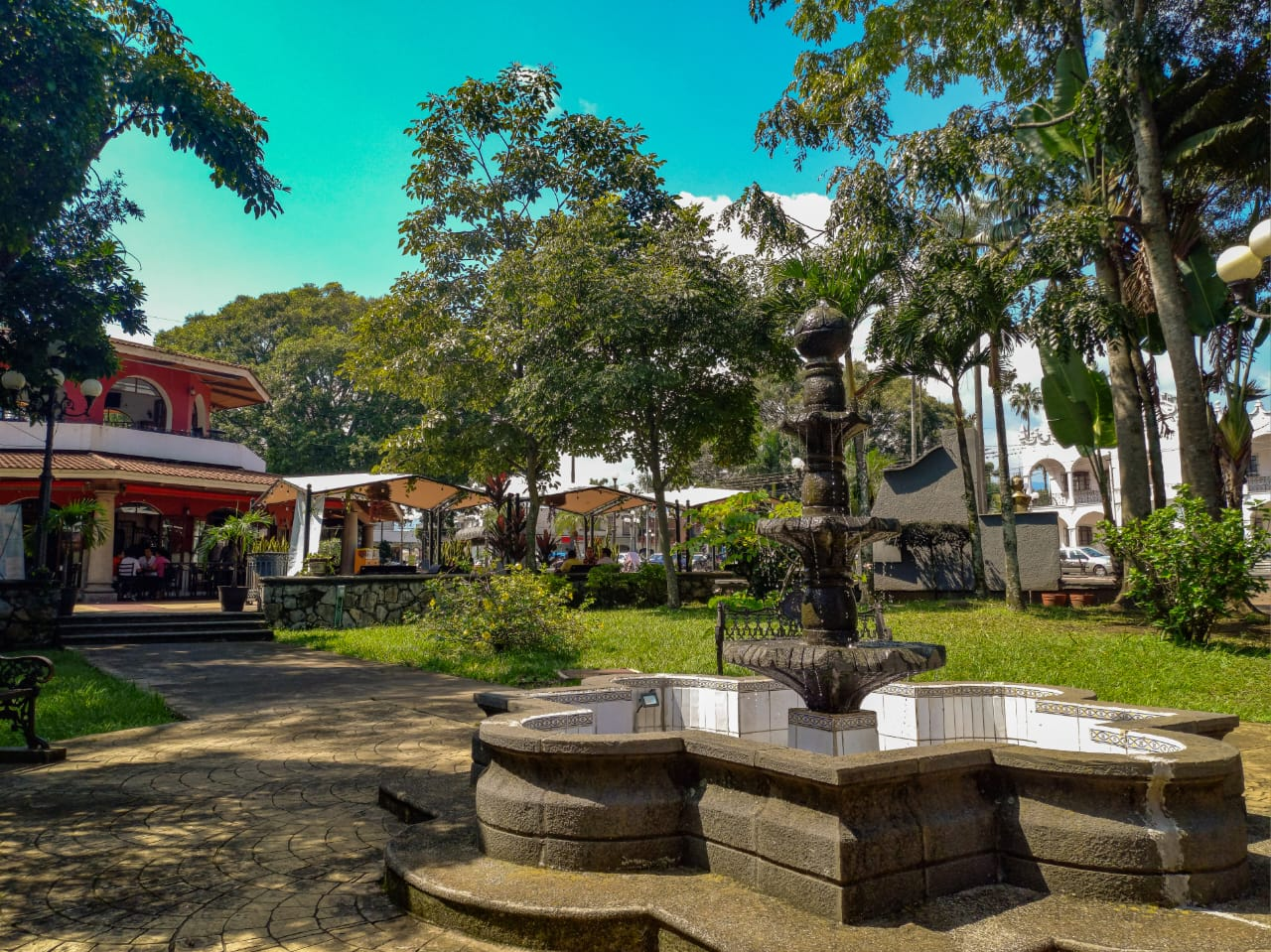
Parque Lázaro Cárdenas del centro de Fortín

- Palacio municipal de Fortín: Bello edificio cuya construcción de arquería se inspira en un edificio estilo colonial, se construyó para albergar el ayuntamiento del municipio, en su interior se encuentra un mural representativo de Fortín plasmando su historia y su legado.
- Parroquia del Sagrado Corazón de Jesús
- Kiosco de Fortín
- Ex-hacienda de la Monte Blanco: Construida en 1618 después de la conquista (curiosamente el año en que fue fundada la villa de Córdoba) en esa hacienda se dedicaba a la cosecha de café, naranja y tabaco, durante la guerra de independencía fue utilizada como cuartel al ejército insurgente donde estuvieron Guadalupe Victoria y Nicolás Bravo. Hoy en este lugar turístico solo se pueden visitar su capilla y las ruinas de la hacienda.
- Museo Tatsurogo
- Parque de la floricultura

## Educación básica y media
En Fortín hay alrededor de 35 escuelas primarias en todo el municipio.
En nivel medio y medio superior existe el CETis 143 (pública) y cinco escuelas que son secundarias y preparatorias privadas, entre las que destaca la Escuela Secundaria "Luisa Benítez de Galindo" por su antigüedad (fundada en 1958), el Instituto Serradel, el Colegio de Bachilleres del Estado de Veracruz (COBAEV) Num. 56, la Escuela de Bachilleres "Sor Juana Ines de la Cruz", la Escuela Secundaria y Bachilleres "Rosa Guerrero Ramirez", la Escuela Secundaria General Enrique C. Rebsamen.

## División municipal
Fortín se encuentra dividido en 7 congregaciones, 32 colonias, 13 fraccionamientos, 12 rancherías y 1 cabecera municipal.

### Comunidades
Cada congregación es regida por un agente municipal
- Santa Lucía Potrerillo
- Monte Blanco
- Monte Salas
- Pueblo de las Flores
- Villa Unión
- Coapichapan
- Villa Libertad

### Colonias
Centro, San José, Las Gardenias, Jonotal, Melesio Portillo, San Pablo, Jacarandas, Linda Vista, Terminal, Ricardo Ballinas, Hermosa Provincia, Las Azaleas,Las Bugambilias  Dante Delgado, Crucero Nacional, Calzada Tlacotengo , San Gregorio, Puente Blanco, San Martín, Los Pinos, Adalberto Díaz Jácome, San Marcial, Dos Caminos, Ángel Morgado, Alberto Rosales, Vicente Lombardo Toledano, Esperanza, Zacatal, Fortín Viejo, Las Palmas, Los Tulipanes, Las Margaritas, Santo Domingo y Santa Leticia.

### Fraccionamientos
Las Villitas, Las Flores, Tlacotengo, Los Encinos, Santa Isabel, Fortín de las Flores (antes Ruiz Galindo), Lomas de la Llave, El Bosque, Indeco Shangrila, Los Pinos, Las Fuentes, Jardín, Bambúes, La Herradura,  Los Álamos , Victoria y Los Lienzos.

### Rancherías
Barranca Honda, Mata Larga, San Miguel, Palo Alto, San Isidro, Pueblo de las Flores, San Basilio, San Paulino, Paso Timón, Charro Negro y San Camilo.

### El municipio libre de Fortín
Los campesinos ejidatarios de Fortín y gente que laboraban en la hacienda "Las Animas" propiedad de la familia Vivanco comprendieron que los pueblos como los individuos de la familia desean su independencia y aspiran a administrarse por sí mismos.
Data la fecha de 1919 gentes de campo hicieron una solicitud al gobierno del estado, suplicando que fortín fuera ascendida de congregación de Fortín a la categoría de Municipio libre y soberano, presentando los siguientes documentos PLAN DE ARBITREOS y un presupuesto de ingresos por la cantidad de 12,000 como ingreso de las contribuciones prediales, rústicas, urbanas, comerciales e industriales.
Pero el entonces gobernador de esa época, no creyó conveniente escuchar la petición de los vecinos y desoyó la suplica.
Más tarde en el año 1925, nuevamente se renovó la solicitud al gobierno del estado, dando el mismo resultado que anteriormente se había obtenido. Es decir no se escuchó la voz de los vecinos y habitantes del lugar pues lo que deseaban tener una escuela con maestros pues carecían de todos los servicios educativos.
Pero llegó el nuevo gobierno que lo encabezaba el C. Coronel e ingeniero Don Adalberto Tejeda inmediatamente faculto a unos vecinos del poblado de Fortín a los ciudadanos de la Melesio Portillo, Rafael Alamillo, Don Aurelio Nava, Don Ricardo Gil Linz para que procedieran a efectuar la urbanización del poblado de Fortín y el 3 de julio de 1930 recibían la solicitud referente a la creación de municipio de congregación de Fortín. Con ella Fortín dejaba de ser congregación de Córdoba. Los Ciudadanos Ricardo Gil y Aurelio Nava, quienes salieron el 3 de julio llegando en la noche a la capital del Estado logrando la audiencia inmediatamente, el C. gobernador del estado teniendo respuesta positiva y le recomienda que se comuniquen con los C. Diputados Coronel Francisco A. y mayor general Antonio B. Rojas.
Todos estuvieron de acuerdo y en sesión única verificada el 4 de julio de 1930 la H. Legislatura lanzaba el decreto que Eligió el municipio libre a Fortín. Con ello de una vez por todas nos separábamos de Córdoba.
El 3 de agosto se celebra cada año la conmemoración del Municipio libre donde las congregaciones:
Monte Blanco, Santa Lucía Potrerillo, Monte Salas, Tlacontengo, Coapichapa, Villa Unión, Villa Libertad existiendo también los ejidos cada uno con sus directivas conocidos como comisariados ejidales.
- Fortín tiene muchas historias: En la Hacienda de las Ánimas filmaron una película con María Félix que se llamó "El Peñón de las Animas".
- Fortín es famoso porque aquí vivió el general Cándido Aguilar, yerno de Don Venustiano Carranza y Diputado al constituyente en 1917.
- Atrás del parque hay un águila la cual se agarró a tiros el hermano de Porfirio Díaz “el chato” donde lo salvó una marquesa de la realeza europea.

## Política

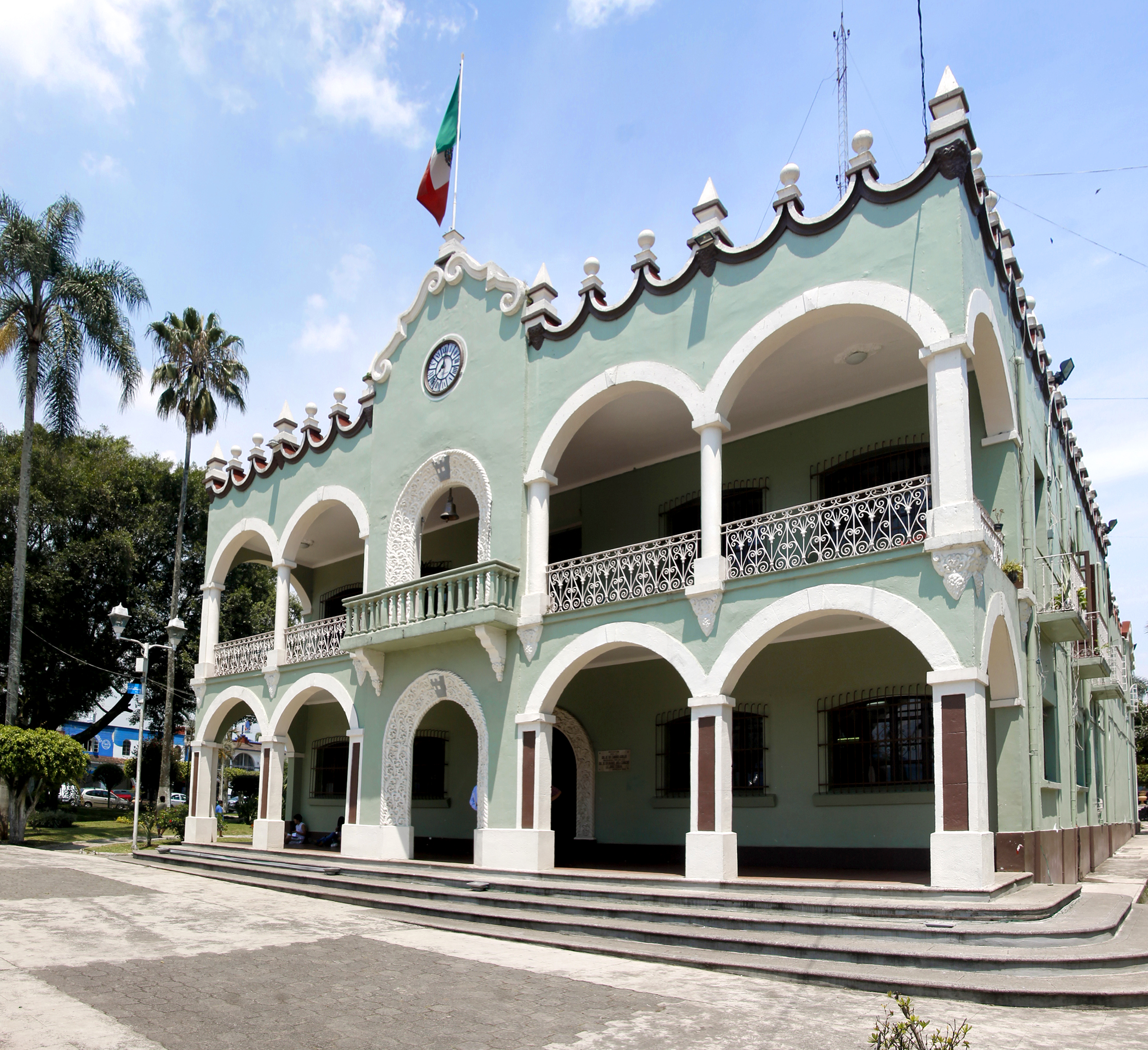
Vista en escorzo del Palacio Municipal de Fortín

### Cronología de Presidentes Municipales
- 2026-2029 Alfonso Efraín Marín Delfín, Movimiento Ciudadano
- 2022-2025 Gerardo Rosales Victoria, Morena-PT-Verde
- 2018-2021 Antonio Mansur Oviedo, PAN-PRD[5]
- 2014-2017 Armel Cid de León Díaz, PRI
- 2012-2013 Carlos Junco López, PRI (Presidente Sustituto)
- 2011-2012 César Torrecilla Ramos, PRI (Presidente Destituido)
- 2008-2010 Ángel Sánchez Rincón, PRI
- 2005-2007 David Carrillo Estrada, PRI
- 2001-2004 Ángel Morgado Caramón, PRD
- 1998-2000 Roberto Cornú Vásquez, PAN
- 1995-1997 Joaquín Rafael Caramón Morales, PAN
- 1992-1994 Antonio Ramírez Rodríguez, PRI
- 1989-1991 Alfonso Marín Quijano, PRI
- 1986-1988 Francisco Javier Flores Hernández, PRI
- 1983-1985 Ramiro Martínez Niño, PRI
- 1980-1982 José Pedro Lazcano Córdova, PRI
- 1977-1979 Francisco Javier Flores Hernández, PRI
- 1974-1976 Fernando San Miguel Quintero, PRI
- 1971-1973 Juan Silva Ruiz, PRI
- 1968-1970 Alberto Ureta Romero, PRI
- 1965-1967 Juan Silva Ruiz, PRI
- 1962-1964 Benito Díaz Amador, PRI
- 1959-1961 Juan Silva Ruiz, PRI
- 1956-1958 Ricardo Gil Lizt

### Hermanamientos
La ciudad de Fortin está hermanada con 17 ciudades alrededor del mundo.
- Colombia Velez (2016)[6][7][8][9][10][11][12]
- Estados Unidos Mission (2020)[13]